# ВИЧ/СПИД в Бенине
По оценкам Объединённой программы ООН по ВИЧ/СПИД, в 2003 году число взрослых и детей, живущих с ВИЧ/СПИДом в Бенине, составляло от 38 000 до 120 000 человек, причём почти равное число мужчин и женщин. Недавнее исследование, проведённое Национальной программой по борьбе со СПИДом, показало, что число людей, живущих с ВИЧ/СПИДом, составляет 71 950 человек. В 2003 году, по оценкам, 6140 взрослых и детей умерли от СПИДа. Бенин имеет хорошо функционирующую систему дородового эпиднадзора за ВИЧ, в 2002 году средняя распространенность ВИЧ в 36 женских консультациях составляла 1,9 %. Другое исследование, проведенное в 2002 году, показало, что общая распространенность ВИЧ среди взрослых в Котону, крупнейшем городе Бенина, составляет 2,3 %.
Основными способами передачи ВИЧ в Бенине являются гетеросексуальные сношения и передача от матери ребенку (МТКТ). Распространённость ВИЧ относительно низка по сравнению с показателями в большинстве других стран Африки к югу от Сахары, но вирус неуклонно распространяется среди молодежи и уязвимых групп населения. В исследовании 2002 года распространенность ВИЧ среди секс-работников в четырех городских районах составила 44,7 %. В 2002 году другое исследование показало, что ВИЧ среди секс-работников в Котону, хотя все еще очень высок, снизился с почти 60 % в 1996 году до 50 % в 1999 году и до 39 % в 2002 году.
В конце 2003 года приблизительно 5700 детей в возрасте 14 лет и младше жили с ВИЧ/СПИДом, главным образом в результате МТКТ ВИЧ. В конце 2003 года почти 34 000 детей в возрасте до 17 лет потеряли одного или обоих родителей из-за СПИДа, и только 1000 из них получили такую помощь, как продовольственная помощь, медицинское обслуживание, услуги по защите или психосоциальная поддержка.
Хотя знания о ВИЧ и способах передачи и профилактики широко распространены в Бенине, усилия по профилактике не привели к соответствующему изменению поведения. Рост заболеваемости ВИЧ обусловлен в первую очередь бедностью, миграцией, небезопасной сексуальной практикой, неправильными представлениями о риске и низким статусом женщин, 80 % из которых неграмотны.

## Национальные ответные меры
Бенин — очень бедная страна. Более трети населения живет в бедности. Неграмотность взрослого населения, особенно среди женщин, и детская смертность в возрасте до пяти лет высоки. Рост населения затрудняет достижение Бенином устойчивого социально-экономического развития.
Президент и другие политические лидеры публично поддержали борьбу с ВИЧ/СПИДом. В 2003 году национальное финансирование мероприятий по борьбе с ВИЧ/СПИДом за счет средств федерального бюджета и фондов облегчения бремени задолженности составило примерно 3,2 млн. долл. США.
С планом на период 2001—2005 годов Бенин приближался к концу своей четвертой промежуточной национальной стратегии по борьбе с ВИЧ/СПИДом. План предусматривал повышение осведомленности о ВИЧ/СПИДе посредством различных мероприятий в области общественной информации, образования и коммуникации. Профилактика, уход, поддержка и лечение направлены на молодежь, женщин, мигрантов, секс-работников и лиц, живущих с ВИЧ/СПИДом. Бенин получает многонациональную поддержку деятельности по борьбе с ВИЧ/СПИДом от Соединённых Штатов. Проект транспортного коридора Абиджан-Лагос под руководством Всемирного банка, Инициатива Всемирной организации здравоохранения (ВОЗ) 3x5, и Глобальный фонд для борьбы со СПИДом, туберкулёзом и малярией (GFATM). Тем не менее, Бенин сталкивается с финансовым дефицитом в размере около 32 миллионов долларов для полного осуществления своего национального стратегического плана.